# Franjo II. Rákóczy
Franjo II. Rakoci (mađ. Rákóczi Ferenc; Borša 1676. — Tekirdag 1735.) je bio mađarski feudalac, transilvanijski vojvoda od 1704. do 1711. godine i sin Franje I. Rakocija i Jelene Zrinski Rakoci, kćeri Petra Zrinskog. Poveo je mađarsko plemstvo u rat za neovisnost od Habsburgovaca.
Unuk je hrvatskog bana grofa Petra Zrinskog, sin grofa Franje I. Rakoczyja i Jelene Zrinske. Njegov otac je od 1699. god. bio sudionik Zrinsko-Frankapanske urote; nakon gušenja urote 1671. god. bio je pomilovan.
Godine 1701., kada Habsburgovci ulaze u rat za španjolsku baštinu, Franjo II. Rakoci stupa na čelo zavjere protiv njihove vlasti, računajući na pomoć Luja XIV. Zavjera, je, međutim, otkrivena i Rakoci bježi u Poljsku. Kad je 1703. godine izbila nova buna u Ugarskoj, vraća se u zemlju i manifestom poziva sve ugarske i hrvatske feudalce na ustanak. Hrvatski feudalci se nisu odazvali, dijelom stoga što nisu htjeli pomagati mađarskim protestantima, kojih je među Franjinim "kurucima" bilo mnogo. 
Među pristašama Franje II. bio je Josip Vojnović, koji je planirao osvetničku akciju za smrt Zrinskih i Frankopana.
U sporazumu s Lujem XIV., koji Rakociju obećava pomoć, sabor u Onodu lišava Habsburgovce prijestolja (1707.), a ugarski staleži povjeravaju Rakociju upravu zemljom. Kad je u odlučnom času francuska pomoć izostala, Rakoci doživljava poraz kod Trenčina (1708.), a njegovi ga suradnici postepeno napuštaju. Na kraju ugarski feudalci sklapaju 1711. godine mir s Habsburgovcima u Satmaru, koji Rakoci ne priznaje.  
Poslije toga, godinama obilazi Poljsku, Englesku i Francusku tražeći pomoć. Napokon 1715. godine prihvaća poziv da dođe u Istanbul, gdje je vrh Osmanske Carevine - koja se spremala za novi Habsburško-turski rat 1716. –1718. - sagledavala stanovitu mogućnost da pronađe zajednički jezik s Mađarima. Nakon Požarevačkog mira 1718. god. sultan Ahmed III. ga odbija izručiti; umire 1735. god. kao izbjeglica u Turskoj, u Tekirdağu kod Istanbula. 
Napisao je „Uspomene o ugarskom ratu“ i meditacije jansenističke inspiracije „Ispovijesti“. 
Bio je pokopan u isusovačkoj crkvi sv. Benoita u istanbulskoj četvrti Galata, uz svoju majku Jelenu. 1906. god. su Jelenini (Ilonini) i Franjini (Ferencovi) ostaci prenijeti u katedralu u Košicama (danas, u Slovačkoj).